# ケルン-デュースブルク線
ケルン-デュースブルク線 （ケルン-デュースブルクせん、ドイツ語: Bahnstrecke Köln–Duisburg）とは、ドイツ連邦共和国ノルトライン＝ヴェストファーレン州ケルンのケルン中央駅から同デュースブルクのデュースブルク中央駅に至る全長64kmのドイツ鉄道の路線である。ルール地方とドイツ北東部を結ぶ重要幹線を構成しており、全線が複々線または三複線である。

## 歴史
1845年12月20日にケルン・ミンデン鉄道株式会社（CME）によってケルン・メッセ/ドイツ駅からミンデン駅に至るケルン・ミンデン鉄道本線の最初の開業区間としてケルン郊外のドゥーツからデュッセルドルフに至る区間が開業した。翌1846年2月9日にデュッセルドルフ - デュースブルク間が開業した。1859年10月3日にはライン川西岸のケルン中央駅への橋が開通した。
1991年6月2日にこの路線の最高速度がICE列車の投入で、46 km区間に掛けて、200 km/hに格上げられた。
2018年初デュッセルドルフ - デュースブルク区間の一部に関して建設許可文書が欠けているのがわかった。ある市民が弁護士と共にデュッセルドルフ行政裁判所に、この区間に違法な建設区間があると、政府に対して訴訟を提起した。第一次審理の時に裁判長は、この路線は1843年12月18日の建設許可で認可されて、立法機関は100年以上経過した鉄道に関してその認可は基本的に有効であると仮定したことを確かめて言い渡した。

## 列車
ICE、IC、RE、RBおよびSバーンが運行されている。
- ICE：78系統（フランクフルト - ケルン - デュースブルク - アムステルダム）
- IC：30系統（ヴェスターラント - ハンブルク - ブレーメン - ドルトムント - デュースブルク - ケルン - シュトゥットガルト）、32系統、35系統（ノルトダイヒ - ミュンスター - ヴァンネ＝アイクル - デュースブルク - ケルン - マンハイム - コンスタンツ）、55系統（ドレスデン - マクデブルク - ハノーファー - ドルトムント - デュースブルク - ケルン）

この他、RE、RB、Sバーンも多数運行されている。
- 快速（RRX 1）: アーヘン - デューレン - ケルン - ケルン見本市・ドイツ - ミュールハイム - レーヴァークーゼ中駅 - ベンラート - デュッセルドルフ - デュッセルドルフ空港 - デュースブルク - エッセン - ドルトムント - ハム。60分間隔。
- 快速（RE 2）: オスナーブリュック - レンゲリヒ - ミュンスター - ハルテルン・アム・ゼー - ゲルゼンキルヒェン - エッセン - デュースブルク - デュッセルドルフ空港 - デュッセルドルフ。60分間隔。
- 快速（RE 3）: ハム - ドルトムント - ゲルゼンキルヒェン - オーバーハウゼン - デュースブルク - デュッセルドルフ空港 - デュッセルドルフ。60分間隔。
- 快速（RRX 5）: ヴェーゼル - オーバーハウゼン - デュースブルク - デュッセルドルフ空港 - デュッセルドルフ - ベンラート - レーヴァークーゼ中駅 - ミュールハイム - ケルン見本市・ドイツ - ケルン - ボン - レーマーゲン - コブレンツ。60分間隔。
- 快速（RRX 6）: ミンデン - ビーレーフェルト - ハム - ドルトムント - エッセン - デュースブルク - デュッセルドルフ空港 - デュッセルドルフ。60分間隔。
- 快速（RRX 11）: カッセル・ヴィルヘルムスホェーエ - ヴァルブルク - パーダーボルン - ハム - ドルトムント - エッセン - デュースブルク - デュッセルドルフ空港 - デュッセルドルフ。60分間隔。
- 快速（RE 19）: アルンヘム - エメリヒ - ヴェーゼル - オーバーハウゼン - デュースブルク - デュッセルドルフ空港 - デュッセルドルフ。60分間隔。
- 普通（RB 48）: ボン・メーレン - ボン - ケルン - ケルン見本市・ドイツ - ケルン・ミュールハイム - オプラーデン - ゾリンゲン - ヴッパタール - ヴッパタール・オーバーベルメン。30/60分間隔。
- Sバーン（S 1）: ドルトムント - エッセン - デュースブルク - デュッセルドルフ空港 - デュッセルドルフ - デュッセルドルフ・オーバーブリック - ゾリンゲン。
- Sバーン（S 6）: エッセン - エッセン・ヴェルデン - デュッセルドルフ・ラート - デュッセルドルフ - デュッセルドルフ・ライスホルツ - デュッセルドルフ・ベンラート - ランゲンフェルト - レーヴァークーゼ中駅 - ケルン・ミュールハイム - ケルン見本市・ドイツ - ケルン - ケルン・ニッペス。
- Sバーン（S 68）: ヴッパタール・フォーヴィンケル - デュッセルドルフ デュッセルドルフ・ライスホルツ - デュッセルドルフ・ベンラート - ランゲンフェルト。
- Sバーン（S 11）: ベルギシュ・グラートバッハ - ミュールハイム - ケルン見本市・ドイツ - ケルン - ニッペス - コルヴァイラー - ノイス - デュッセルドルフ - デーレンドルフ - ウンターラート - デュッセルドルフ空港ターミナル。